# Plasmide

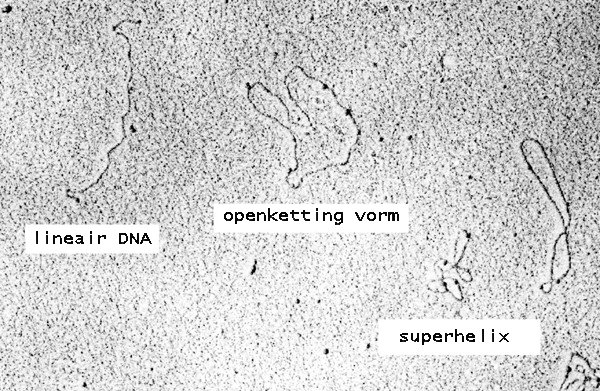
Plasmiden onder elektronenmicroscoop

1. Normaal DNA en 2. plasmides

Een plasmide is een cirkelvormige streng DNA die zich buiten het chromosomaal DNA bevindt van sommige eencellige organismen. Met dit DNA kan genetische informatie tussen bacteriën, ook tussen soorten, worden uitgewisseld. Dit is een vorm van horizontale genoverdracht. Via plasmiden worden vaak eigenschappen overgedragen die bijdragen aan de overleving van het organisme, bijvoorbeeld resistentie tegen antibiotica. Afhankelijk van de omstandigheden kunnen er tussen de één en duizenden plasmiden in een enkele cel voorkomen. De grootte van een plasmide kan variëren van zo’n 1.000 tot wel 200.000 baseparen.
Kunstmatige plasmiden worden veel in biotechnologische en biomedische laboratoria gebruikt om genetische modificaties uit te voeren. Deze plasmiden zijn samengesteld uit stukken DNA die gewenste eigenschappen aan een cel kunnen toevoegen of bepaalde kenmerken van een cel kunnen veranderen. Zo kunnen met behulp van plasmiden genen worden gekloneerd en vermenigvuldigd of  tot expressie (genexpressie) worden gebracht. Plasmiden worden onder meer toegepast om grote hoeveelheden van een gewenst eiwit, bijvoorbeeld insuline, te produceren in gist of bacteriën. Plasmiden worden verder ook gebruikt voor het opzetten van ziektemodellen, het onderzoek naar gentherapieën en het genetisch modificeren van voedselplanten.